# Maximilian von Pelkhoven
Maximilian von Pelkhoven (Straubing, 25 novembre 1796 – Monaco di Baviera, 13 settembre 1864) è stato un politico e giurista tedesco.

## Biografia
Maximilian era figlio del barone Johann Nepomuk von Pelkhoven, mentre sua madre era la baronessa Maria Theresia von Geböckh. Nel 1814 si diplomò alla Reale Scuola di Grammatica di Monaco di Baviera (attuale Wilhelmsgymnasium), completando poi i propri studi approfondendo la filosofia e laureandosi infine in legge presso l'Università di Landshut. Nel 1821 iniziò la propria carriera professionale come avvocato dapprima a Passavia e poi nella nativa Straubing. Nel 1824 divenne assessore alla città di Aschaffenburg e nel 1826 ricoprì tale carica a Würzburg. Nel 1828 divenne giudice cittadino a Passavia e nel 1838 giudice di appello ad Aschaffenburg.
Nel 1830 sposò Aloysia Pummerer, la quale morì nel 1835. Il suo secondo matrimonio fu con la baronessa Anna von Hertling nel 1839 e terminò anch'esso con la morte della moglie nel 1844.
Nel 1844 divenne capo giudice d'appello e direttore del tribunale di Passavia. Nel 1846 re Ludovico I di Baviera lo chiamò a Monaco come suo consigliere di stato. Nel 1855 lavorò alla bozza del codice civile e diresse temporaneamente il Ministero della Giustizia del Regno di Baviera assieme a quello per il Commercio ed a quello degli Esteri. Divenne quindi membro del parlamento bavarese nella sua IX legislatura (1855-1858).
Per molti anni, Maximilian von Pelkhoven fu il più stretto confidente e corrispondente di madre Antonia Werr, fondatrice della congregazione religiosa delle Ancelle della Santa Infanzia di Gesù.